# Simona de Silvestro
Simona de Silvestro (Thun, Suiza; 1 de septiembre de 1988) es una piloto de automovilismo suiza. Ha disputado más de 60 carreras en la IndyCar Series, logrando un segundo puesto como mejor resultado. También compitió Fórmula E con el equipo Andretti entre 2015 y 2016, en el año siguiente pasó al Supercars Championship de Australia.

## Carrera

### Inicios
De Silvestro disputó la Fórmula Renault 2.0 Italia en 2005, sin lograr podios. En 2006 se mudó a Estados Unidos a disputar la Fórmula BMW, donde finalizó cuarta.
A continuación, participó en la Atlantic Championship con el equipo de Newman Wachs Racing en 2008 y Stargate Worlds en 2009. Ganó una carrera en Long Beach en 2008, siendo la segunda mujer en ganar en la serie, y acabó octava en el campeonato. En 2009 acumuló cuatro triunfos y cuatro segundos puestos, terminando tercera en la clasificación final después de abandonar en la última carrera en Laguna Seca.

### IndyCar
Simona de Silvestro debutó en la IndyCar Series en la temporada 2010 con HVM Racing. Calificó 22.ª para las 500 Millas de Indianápolis y terminó 14.ª, siendo novata del año. Ella sufrió quemaduras en su mano izquierda después de un accidente y un posterior incendio en Texas Motor Speedway, donde su equipo criticó duramente a los oficiales de la categoría por su responsabilidad en el accidente. Luego obtuvo un noveno puesto en Toronto y un octavo en Mid-Ohio, de modo que finalizó 19.ª en la tabla general.

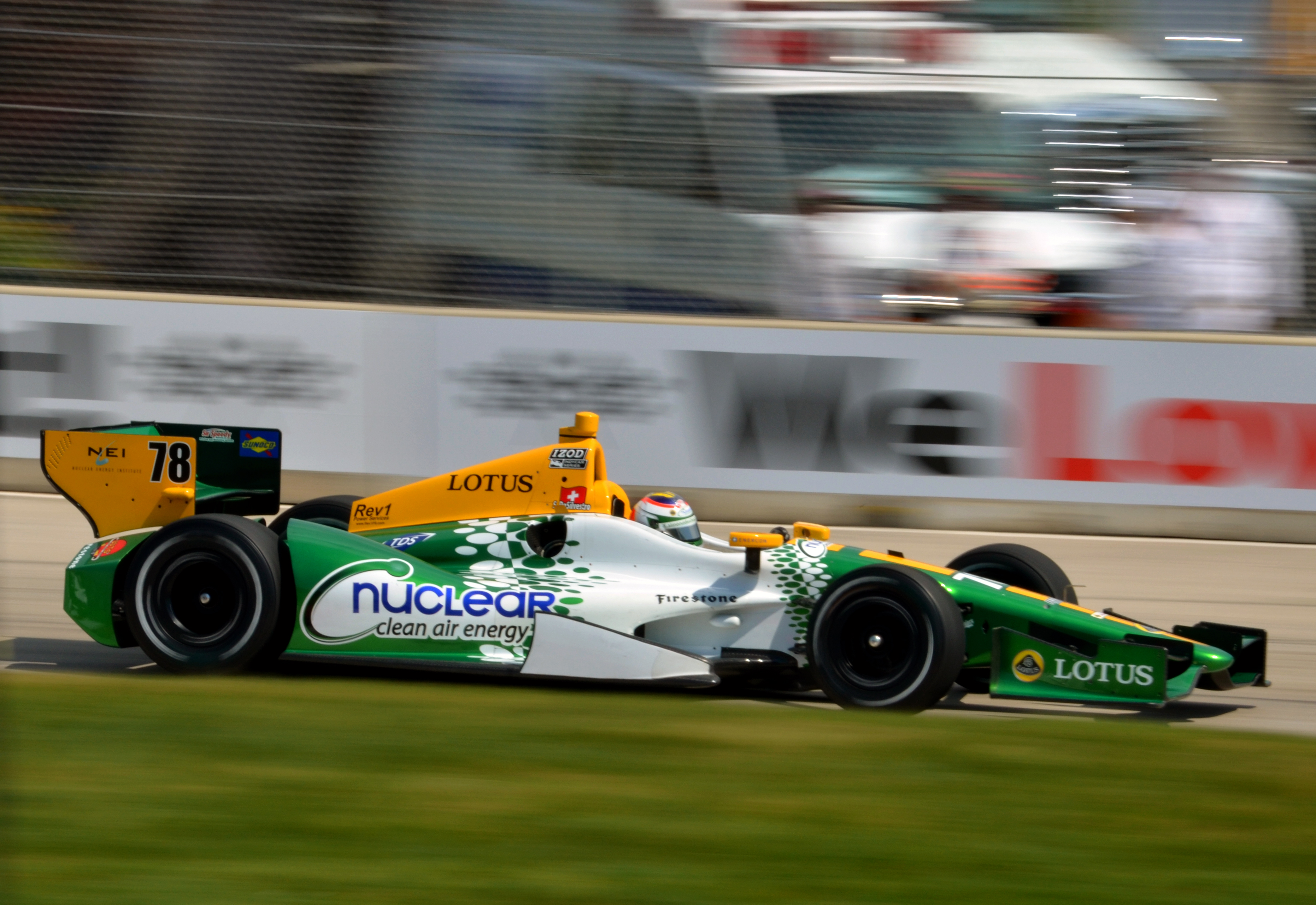
Simona de Silvestro en Detroit 2012.

Empezó la temporada 2011 con un cuarto lugar en St. Petersburgo, peleando el tercer lugar contra Tony Kanaan. Posteriormente logró un 9.º puesto en Alabama y un 10.º en Toronto, quedando así en la 20.ª posición final.
En 2012, la suiza tuvo una mala temporada con un motor Lotus poco competitivo. Su mejor resultado fueron dos 14.ª posiciones, mientras que tuvo cinco abandonos por problemas mecánicos y fue descalificada de las 500 Millas de Indianápolis por falta de ritmo. 
Simona firmó con KV Racing Technology para 2013. Comenzó con tres resultados entre los 10 mejores en las cuatro primeras pruebas. Posteriormente, fue quinta en Baltimore y se convirtió en la tercera mujer en lograr un podio en las IndyCar Series al terminar segunda en la primera carrera del Gran Premio de Houston.
Al quedarse sin asiento en la IndyCar, se convierte en piloto afiliada de Sauber en 2014, con el objetivo de correr en la Fórmula 1. Sin embargo, apenas unos meses después, el equipo anuncia que se interrumpe su colaboración con Simona por problemas financieros.
En 2015 regresa a la IndyCar Series con Andretti Autosport, logrando un cuarto puesto en Nueva Orelans en tres apariciones.
Tras cinco años de ausencia, la piloto suiza volvió a competir en una carrera en IndyCar en 2021. Participó en las 500 Millas de Indianápolis con el equipo debutante Paretta Autosport. Clasificó en la última posición y se retiró a falta de 31 vueltas. En 2022, de Silvestro y Paretta competirán en tres carreras de la temporada.

### Fórmula E

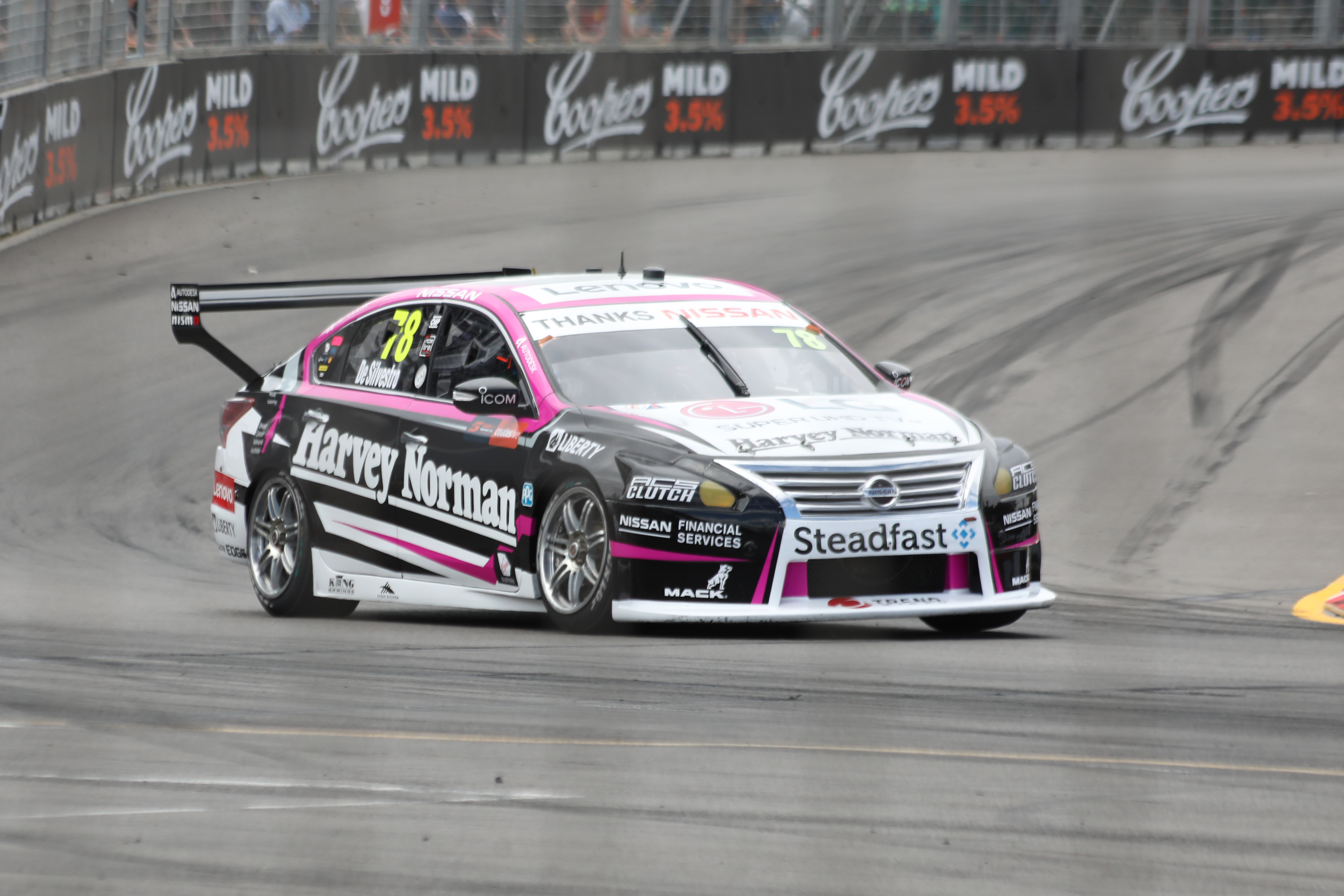
De Silvestro en una carrera de Supercars de 2018.

En 2015, de Silvestro disputó la fecha de Londres de la Fórmula E con el equipo Andretti, resultando 11.ª y 12.ª en las dos carreras. La suiza se convirtió en piloto titular de Andretti en la temporada 2015-16 de esta categoría. Logró sumar puntos en dos ocasiones y terminó decimoctava en el campeonato.

### Turismos y gran turismos
En 2017, de Silvestro trasladó su carrera a Australia para debutar como piloto a tiempo completo en el Supercars Championship con Nissan y Kelly Grove Racing, en un contrato de tres temporadas. Su mejor año fue 2019, en el cual finalizó 19.º en el clasificador final.
En 2020 y 2021, compitió en el ADAC GT Masters. Primero con KÜS Team75 Bernhard y luego con Precote Herberth Motorsport, compartió la conducción de un Porsche 911 GT3 R con el austriaco Klaus Bachler.

## Resultados

### IndyCar Series
(Clave) (negrita indica pole position) (cursiva indica vuelta rápida)

| Año     | Equipo               | Motor     | 1      | 2      | 3      | 4      | 5       | 6       | 7       | 8      | 9       | 10     | 11     | 12     | 13     | 14     | 15     | 16     | 17     | 18     | 19    | Pos. | Puntos |
| ------- | -------------------- | --------- | ------ | ------ | ------ | ------ | ------- | ------- | ------- | ------ | ------- | ------ | ------ | ------ | ------ | ------ | ------ | ------ | ------ | ------ | ----- | ---- | ------ |
| 2010    | HVM Racing           | Honda     | SAO 16 | STP 16 | ALA 21 | LBH 17 | KAN 21  | INDY 14 | TXS 24  | IOW 21 | WGL 24  | TOR 9  | EDM 22 | MDO 8  | SNM 13 | CHI 23 | KTY 25 | MOT 23 | HMS 23 |        |       | 19.ª | 242    |
| 2011    | HVM Racing           | Honda     | STP 4  | ALA 9  | LBH 20 | SAO 20 | INDY 31 | TXS 26  | TXS 27  | MIL 25 | IOW DNS | TOR 10 | EDM 24 | MDO 12 | NHM 16 | SNM    | BAL 12 | MOT 14 | KTY 25 | LVS C  |       | 20.ª | 225    |
| 2012    | Lotus-HVM Racing     | Lotus     | STP 24 | ALA 20 | LBH 20 | SAO 24 | INDY 32 | DET 14  | TXS DNS | MIL 24 | IOW 14  | TOR 24 | EDM 23 | MDO 23 | SNM 17 | BAL 22 | FON 26 |        |        |        |       | 24.ª | 182    |
| 2013    | KV Racing Technology | Chevrolet | STP 6  | ALA 18 | LBH 9  | SAO 8  | INDY 17 | DET 16  | DET 24  | TXS 16 | MIL 24  | IOW 21 | POC 11 | TOR 10 | TOR 14 | MDO 11 | SNM 9  | BAL 5  | HOU 2  | HOU 10 | FON 8 | 13.ª | 362    |
| 2015    | Andretti Autosport   | Honda     | STP 18 | NLA 4  | LBH    | ALA    | IMS     | INDY 19 | DET     | DET    | TXS     | TOR    | FON    | MIL    | IOW    | MDO    | POC    | SNM    |        |        |       | 30.ª | 66     |
| 2021    | Paretta Autosport    | Chevrolet | ALA    | STP    | TXS    | TXS    | IMS     | INDY 31 | DET     | DET    | ROA     | MDO    | NSH    | IMS    | GTW    | POR    | LAG    | LBH    |        |        |       | 40.ª | 10     |
| 2022    | Paretta Autosport    | Chevrolet | STP    | TXS    | LBH    | ALA    | IMS     | INDY    | DET     | ROA 21 | MDO 18  | TOR    | IOW    | IOW    | IMS    | NSH 26 | GTW    | POR    | LAG 22 |        |       | 32.ª | 34     |
| Fuente: |                      |           |        |        |        |        |         |         |         |        |         |        |        |        |        |        |        |        |        |        |       |      |        |